# Voli spaziali con equipaggio umano dal 2010 al 2019
La seguente è una lista dettagliata dei voli spaziali con equipaggio umano dal 2010 al 2019. Sono inclusi tutti i voli che hanno raggiunto un'altitudine di almeno 100 km ossia la definizione della Federazione Aeronautica Internazionale di volo spaziale e i voli per i quali era prevista una quota di almeno 100 km ma che a causa di vari incidenti non l'hanno raggiunta.
- In giallo sono evidenziati i voli spaziali suborbitali (inclusi i voli che a causa di malfunzionamenti non hanno raggiunto la quota prevista).

| Sommario • Anni 1960 • Anni 1970 • Anni 1980 • Anni 1990 • Anni 2000 • Anni 2010 • Anni 2020                                   |                                     |                                     |                                     | |
| Equipaggio | Lancio Velivolo                     | Stazione                            | Rientro Velivolo                    | Breve descrizione della missione |
| 2010 |                                     |                                     |                                     | |
| George Zamka Terry Virts Robert Behnken Kathryn Hire Nicholas Patrick Stephen Robinson                                         | 8 febbraio 2010 STS-130, Endeavour  | ISS                                 | 19 febbraio 2010 STS-130, Endeavour | Trasporto ed installazione del modulo Tranquility e della Cupola sulla ISS. |
| Aleksandr Skvorcov Michail Kornienko Tracy Caldwell Dyson                                                                      | 2 aprile 2010 Sojuz TMA-18          | ISS (23° equipaggio)                | 25 settembre 2010 Sojuz TMA-18      | Trasporto equipaggio della ISS. |
| Alan Poindexter James Dutton Richard Mastracchio Dorothy Metcalf-Lindenburger Clayton Anderson Stephanie Wilson Naoko Yamazaki | 5 aprile 2010 STS-131, Discovery    | ISS                                 | 20 aprile 2010 STS-131, Discovery   | Assemblaggio della ISS; trasporto del Multi-Purpose Logistics Module. |
| Kenneth Ham Dominic Antonelli Michael Good Garrett Reisman Piers Sellers Stephen Bowen                                         | 14 maggio 2010 STS-132, Atlantis    | ISS                                 | 26 maggio 2010 STS-132, Atlantis    | Assemblaggio della ISS; trasporto del modulo Rassvet (Mini-Research Module 1 o MRM-1) e del'Integrated Cargo Carrier-Vertical Light Deployable (ICC-VLD). |
| Fëdor Jurčichin Shannon Walker Douglas Wheelock                                                                                | 15 giugno 2010 Sojuz TMA-19         | ISS (24° equipaggio)                | 26 novembre 2010 Sojuz TMA-19       | Trasporto equipaggio della ISS. |
| Aleksandr Kaleri Oleg Skripočka Scott Kelly                                                                                    | 7 ottobre 2010 Sojuz TMA-01M        | ISS (25° equipaggio)                | 16 marzo 2011 Sojuz TMA-01M         | Trasporto equipaggio della ISS. |
| Dmitrij Kondrat'ev Catherine Coleman Paolo Nespoli                                                                             | 15 dicembre 2010 Sojuz TMA-20       | ISS (26° equipaggio)                | 23 maggio 2011 Sojuz TMA-20         | Trasporto equipaggio della ISS. |
| 2011 |                                     |                                     |                                     | |
| Steven Lindsey Eric Boe Nicole Stott Benjamin Drew Michael Barratt Stephen Bowen                                               | 24 febbraio 2011 STS-133, Discovery | ISS                                 | 9 marzo 2011 STS-133, Discovery     | Trasporto ed installazione del Permanent Multipurpose Module Leonardo sulla ISS. |
| Aleksandr Samokutjaev Andrej Borisenko Ronald Garan                                                                            | 4 aprile 2011 Sojuz TMA-21          | ISS (27° equipaggio)                | 16 settembre 2011 Sojuz TMA-21      | Trasporto equipaggio della ISS. |
| Mark Kelly Gregory Johnson Michael Fincke Andrew Feustel Gregory Chamitoff Roberto Vittori                                     | 16 maggio 2011 STS-134, Endeavour   | ISS                                 | 1º giugno 2011 STS-134, Endeavour   | Trasporto ed installazione dell'AMS (Alpha Magnetic Spectrometer), dell'ExPRESS Logistics Carrier 3, del Materials on International Space Station Experiment 8 (MISSE 8), dell'Orion Rendezvous Detailed Test Objective (DTO), del congelatore GLACIER e del Remotely Operable Electrical Umbilical-755 (ROEU) sulla ISS. |
| Sergej Volkov Michael Fossum Satoshi Furukawa                                                                                  | 7 giugno 2011 Sojuz TMA-02M         | ISS (28° equipaggio)                | 22 novembre 2011 Sojuz TMA-02M      | Trasporto equipaggio della ISS. |
| Christopher Ferguson Douglas Hurley Sandra Magnus Rex Walheim                                                                  | 8 luglio 2011 STS-135, Atlantis     | ISS                                 | 21 luglio 2011 STS-135, Atlantis    | Trasporto del Multi-Purpose Logistics Module Raffaello e del Lightweight Multi-Purpose Carrier sulla ISS. Ultima missione del programma Space Shuttle. |
| Anton Škaplerov Anatolij Ivanišin Daniel Burbank                                                                               | 14 novembre 2011 Sojuz TMA-22       | ISS (29° equipaggio)                | 27 aprile 2012 Sojuz TMA-22         | Trasporto equipaggio della ISS. |
| Oleg Kononenko André Kuipers Donald Pettit                                                                                     | 21 dicembre 2011 Sojuz TMA-03M      | ISS (30° equipaggio)                | 1º luglio 2012 Sojuz TMA-03M        | Trasporto equipaggio della ISS. |
| 2012 |                                     |                                     |                                     | |
| Gennadij Padalka Sergej Revin Joseph Acaba                                                                                     | 15 maggio 2012 Sojuz TMA-04M        | ISS (31° equipaggio)                | 17 settembre 2012 Sojuz TMA-04M     | Trasporto equipaggio della ISS. |
| Jing Haipeng Liu Wang Liu Yang                                                                                                 | 16 giugno 2012 Shenzhou 9           | Tiangong 1 (1° equipaggio)          | 29 giugno 2012 Shenzhou 9           | Trasporto 1° equipaggio di Tiangong 1. Prima donna cinese nello spazio (Liu Yang). |
| Jurij Malenčenko Sunita Williams Akihiko Hoshide                                                                               | 15 luglio 2012 Sojuz TMA-05M        | ISS (32° equipaggio)                | 19 novembre 2012 Sojuz TMA-05M      | Trasporto equipaggio della ISS. |
| Oleg Novickij Evgenij Tarelkin Kevin Ford                                                                                      | 23 ottobre 2012 Sojuz TMA-06M       | ISS (33° equipaggio)                | 16 marzo 2013 Sojuz TMA-06M         | Trasporto equipaggio della ISS. |
| Roman Romanenko Chris Hadfield Thomas Marshburn                                                                                | 19 dicembre 2012 Sojuz TMA-07M      | ISS (34° equipaggio)                | 14 maggio 2013 Sojuz TMA-07M        | Trasporto equipaggio della ISS. |
| 2013 |                                     |                                     |                                     | |
| Pavel Vinogradov Aleksandr Misurkin Christopher Cassidy                                                                        | 28 marzo 2013 Sojuz TMA-08M         | ISS (35° equipaggio)                | 11 settembre 2013 Sojuz TMA-08M     | Trasporto equipaggio della ISS. |
| Fëdor Jurčichin Karen Nyberg Luca Parmitano                                                                                    | 28 maggio 2013 Sojuz TMA-09M        | ISS (36° equipaggio)                | 11 novembre 2013 Sojuz TMA-09M      | Trasporto equipaggio della ISS. Prima EVA italiana (Luca Parmitano) |
| Niè Hǎishèng Zhāng Xiǎoguāng Wang Yaping                                                                                       | 11 giugno 2013 Shenzhou 10          | Tiangong 1 (2° equipaggio)          | 26 giugno 2013 Shenzhou 10          | Trasporto 2° equipaggio di Tiangong 1. |
| Oleg Kotov Sergej Rjazanskij Michael Hopkins                                                                                   | 25 settembre 2013 Sojuz TMA-10M     | ISS (37° equipaggio)                | 11 marzo 2014 Sojuz TMA-10M         | Trasporto equipaggio della ISS. |
| Michail Tjurin Richard Mastracchio Koichi Wakata                                                                               | 7 novembre 2013 Sojuz TMA-11M       | ISS (38° equipaggio)                | 14 maggio 2014 Sojuz TMA-11M        | Trasporto equipaggio della ISS. |
| 2014 |                                     |                                     |                                     | |
| Aleksandr Skvorcov Oleg Artem'ev Steven Swanson                                                                                | 25 marzo 2014 Sojuz TMA-12M         | ISS (39° equipaggio)                | 11 settembre 2014 Sojuz TMA-12M     | Trasporto equipaggio della ISS. |
| Maksim Suraev Reid Wiseman Alexander Gerst                                                                                     | 28 maggio 2014 Sojuz TMA-13M        | ISS (40° equipaggio)                | 10 novembre 2014 Sojuz TMA-13M      | Trasporto equipaggio della ISS. |
| Aleksandr Samokutjaev Elena Serova Barry Wilmore                                                                               | 25 settembre 2014 Sojuz TMA-14M     | ISS (41° equipaggio)                | 12 marzo 2015 Sojuz TMA-14M         | Trasporto equipaggio della ISS. |
| Anton Škaplerov Samantha Cristoforetti Terry Virts                                                                             | 24 novembre 2014 Sojuz TMA-15M      | ISS (42° equipaggio)                | 11 giugno 2015 Sojuz TMA-15M        | Trasporto equipaggio della ISS. Prima astronauta donna italiana (Samantha Cristoforetti) detentrice del primato di longevità, a livello mondiale, come donna rimasta in assoluto più a lungo nello Spazio. |
| 2015 |                                     |                                     |                                     | |
| Gennadij Padalka | 27 marzo 2015 Sojuz TMA-16M         | ISS (43° equipaggio)                | 11 settembre 2015 Sojuz TMA-16M     | Trasporto equipaggio della ISS. |
| Michail Kornienko Scott Kelly                                                                                                  | 27 marzo 2015 Sojuz TMA-16M         | ISS (43°, 44°, 45°, 46° equipaggio) | 2 marzo 2016 Sojuz TMA-18M          | Trasporto equipaggio della ISS. |
| Oleg Kononenko Kimiya Yui Kjell Lindgren                                                                                       | 23 luglio 2015 Sojuz TMA-17M        | ISS (44° equipaggio)                | 11 dicembre 2015 Sojuz TMA-17M      | Trasporto equipaggio della ISS. |
| Sergej Volkov | 2 settembre 2015 Sojuz TMA-18M      | ISS (45° equipaggio)                | 2 marzo 2016 Sojuz TMA-18M          | Trasporto equipaggio della ISS. |
| Andreas Mogensen Ajdyn Aimbetov                                                                                                | 2 settembre 2015 Sojuz TMA-18M      | ISS                                 | 11 settembre 2015 Sojuz TMA-16M     | Trasporto equipaggio della ISS. |
| Jurij Malenčenko Timothy Kopra Timothy Peake                                                                                   | 15 dicembre 2015 Sojuz TMA-19M      | ISS (46° equipaggio)                | 18 giugno 2016 Sojuz TMA-19M        | Trasporto equipaggio della ISS. |
| 2016 |                                     |                                     |                                     | |
| Aleksej Ovčinin Oleg Skripočka Jeffrey Williams                                                                                | 18 marzo 2016 Sojuz TMA-20M         | ISS (47° equipaggio)                | 8 settembre 2016 Sojuz TMA-20M      | Trasporto equipaggio della ISS. |
| Anatolij Ivanišin Takuya Ōnishi Kathleen Rubins                                                                                | 7 luglio 2016 Sojuz MS-01           | ISS (48° equipaggio)                | 30 ottobre 2016 Sojuz MS-01         | Trasporto equipaggio della ISS. |
| Jing Haipeng Chen Dong | 17 ottobre 2016 Shenzhou 11         | Tiangong 2 (1° equipaggio)          | 18 novembre 2016 Shenzhou 11        | Trasporto 1° equipaggio di Tiangong 2. |
| Sergej Ryžikov Andrej Borisenko Robert Kimbrough                                                                               | 19 ottobre 2016 Sojuz MS-02         | ISS (49° equipaggio)                | 10 aprile 2017 Sojuz MS-02          | Trasporto equipaggio della ISS. |
| Oleg Novickij Thomas Pesquet                                                                                                   | 17 novembre 2016 Sojuz MS-03        | ISS (50° equipaggio)                | 2 giugno 2017 Sojuz MS-03           | Trasporto equipaggio della ISS. |
| Peggy Whitson | 17 novembre 2016 Sojuz MS-03        | ISS (50°, 51° equipaggio)           | 3 settembre 2017 Sojuz MS-04        | Trasporto equipaggio della ISS. |
| 2017 |                                     |                                     |                                     | |
| Fëdor Jurčichin Jack Fischer                                                                                                   | 20 aprile 2017 Sojuz MS-04          | ISS (51° equipaggio)                | 3 settembre 2017 Sojuz MS-04        | Trasporto equipaggio della ISS. |
| Sergej Rjazanskij Paolo Nespoli Randolph Bresnik                                                                               | 28 luglio 2017 Sojuz MS-05          | ISS (52° equipaggio)                | 14 dicembre 2017 Sojuz MS-05        | Trasporto equipaggio della ISS per ricerche biomediche, come gli effetti della microgravità sulla retina. |
| Aleksandr Misurkin Mark Vande Hei Joseph Acaba                                                                                 | 12 settembre 2017 Sojuz MS-06       | ISS (53° equipaggio)                | 28 febbraio 2018 Sojuz MS-06        | Trasporto equipaggio della ISS per ricerche biomediche, come gli effetti della microgravità sulla retina. |
| Anton Škaplerov Scott Tingle Norishige Kanai                                                                                   | 17 dicembre 2017 Sojuz MS-07        | ISS (54° equipaggio)                | 3 giugno 2018 Sojuz MS-07           | Trasporto equipaggio della ISS. |
| 2018 |                                     |                                     |                                     | |
| Oleg Artem'ev Andrew Feustel Richard Arnold                                                                                    | 21 marzo 2018 Sojuz MS-08           | ISS (55° equipaggio)                | 4 ottobre 2018 Sojuz MS-08          | Trasporto equipaggio della ISS. |
| Sergej Prokop'ev Alexander Gerst Serena Auñón Chancellor                                                                       | 6 giugno 2018 Sojuz MS-09           | ISS (56° equipaggio)                | 20 dicembre 2018 Sojuz MS-09        | Trasporto equipaggio della ISS. |
| Aleksej Ovčinin Nick Hague | 11 ottobre 2018 Sojuz MS-10         | 11 ottobre 2018 Sojuz MS-10         | 11 ottobre 2018 Sojuz MS-10         | Lancio fallito durante il distacco dei boosters. L'equipaggio ha eseguito un rientro balistico. |
| Oleg Kononenko David Saint-Jacques Anne McClain                                                                                | 3 dicembre 2018 Sojuz MS-11         | ISS (57°, 58° equipaggio)           | 25 giugno 2019 Sojuz MS-11          | Trasporto equipaggio della ISS. |
| 2019 |                                     |                                     |                                     | |
| Aleksej Ovčinin Nick Hague | 14 marzo 2019 Sojuz MS-12           | ISS (59° equipaggio)                | 3 ottobre 2019 Sojuz MS-12          | Trasporto equipaggio della ISS. |
| Christina Koch | 14 marzo 2019 Sojuz MS-12           | ISS (59°, 60° equipaggio)           | 6 febbraio 2020 Sojuz MS-13         | Trasporto equipaggio della ISS. |
| Aleksandr Skvortsov Luca Parmitano                                                                                             | 20 luglio 2019 Sojuz MS-13          | ISS (60° equipaggio)                | 6 febbraio 2020 Sojuz MS-13         | Trasporto equipaggio della ISS. |
| Andrew Morgan | 20 luglio 2019 Sojuz MS-13          | ISS (60°, 61° equipaggio)           | 17 aprile 2020 Sojuz MS-15          | Trasporto equipaggio della ISS. |
| Oleg Skripočka Jessica Meir | 25 settembre 2019 Sojuz MS-15       | ISS (61° equipaggio)                | 17 aprile 2020 Sojuz MS-15          | Trasporto equipaggio della ISS. |
| Hazza Al Mansouri | 25 settembre 2019 Sojuz MS-15       | ISS                                 | 3 ottobre 2019 Sojuz MS-12          | Trasporto partecipante al volo. |
| Sommario • Anni 1960 • Anni 1970 • Anni 1980 • Anni 1990 • Anni 2000 • Anni 2010 • Anni 2020                                   |                                     |                                     |                                     | |